# Pelagia Relewicz-Ziembińska
Pelagia Relewicz-Ziembińska (ur. 23 października 1896 w Poznaniu. zm. 12 sierpnia 1972 tamże) – polska aktorka teatralna i filmowa, śpiewaczka.

## Życiorys

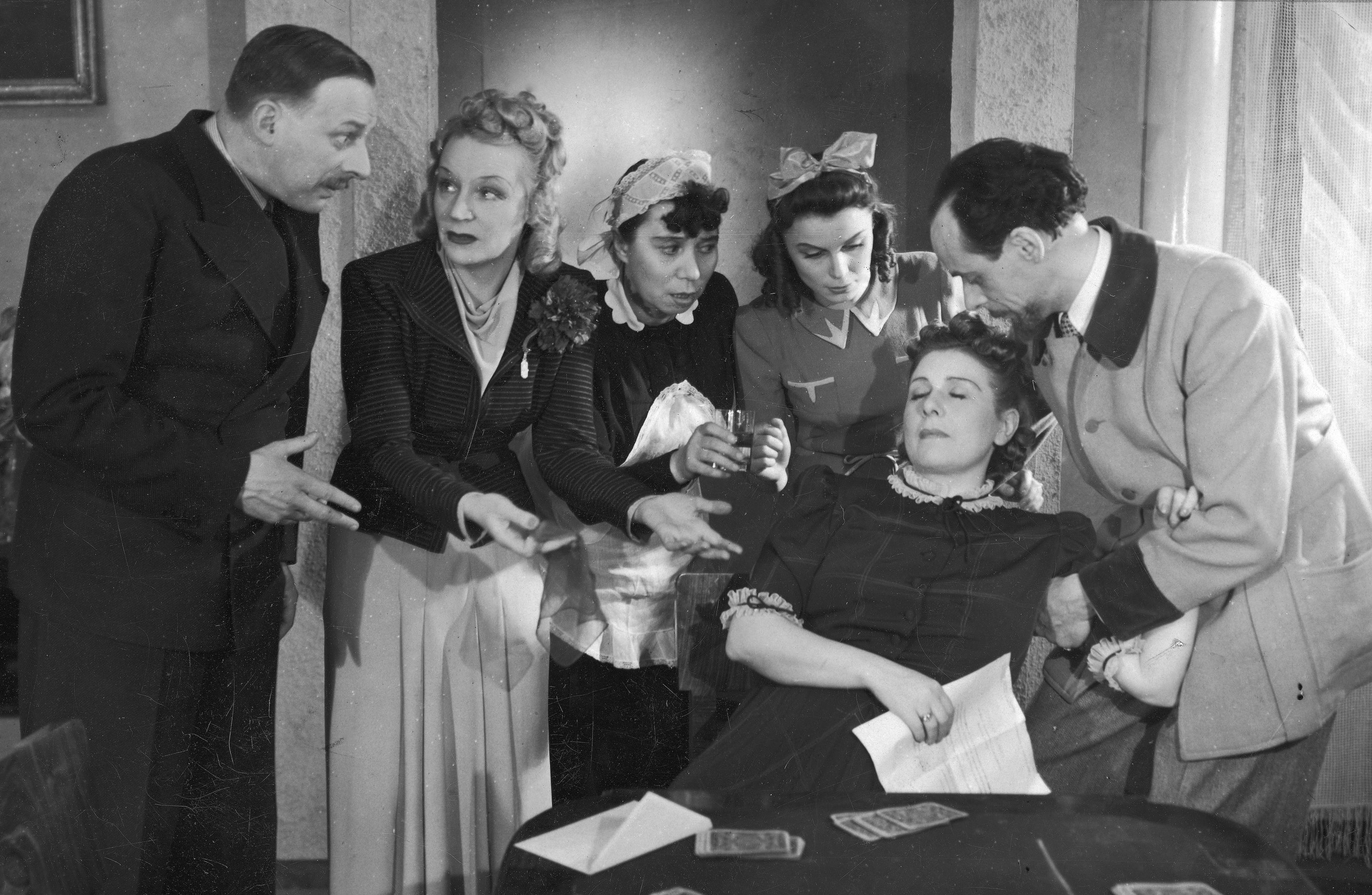
Scena z przedstawienia Expose pani ministrowej w Teatrze Kameralnym w Warszawie (1939). Od lewej: Stanisław Kwaskowski, Hanna Różańska, Helena Zarembina, Wanda Bartówna, Pelagia Relewicz-Ziembińska i Włodzisław Ziembiński.

Pochodziła z rodziny Antoniego Dopierały, rzemieślnika, i Władysławy z Litkowskich. Po ukończeniu szkoły średniej, kształciła się na prywatnych kursach aktorskich (m.in. u Franciszka Rylla, Kajetana Kopczyńskiego i Marii Janowskiej). W latach 1913–1919 była członkinią zespołu Teatru Polskiego w Poznaniu - najpierw jako chórzystka, a od 1915 - jako aktorka i śpiewaczka operetkowa (pod pseudonimem Relewicz). Następnie występowała w Kaliszu, a od jesieni 1919 do 1921 roku – w Teatrze Miejskim w Krakowie. W 1924 roku przeniosła się do Warszawy, gdzie grała do 1924 roku w teatrach: Wodewil, Nowości i Stańczyk oraz dorywczo w Teatrze Rozmaitości i teatrzyku Qui Pro Quo. W kolejnych latach występowała w Krakowie (Teatr Bagatela 1924–1925, Teatr im. Juliusza Słowackiego w Krakowie 1925–1926), Łodzi (Teatr Miejski w latach 1927–1929, 1930, 1934–1936, 1937–1938, Teatr Kameralny 1930–1931, Teatr Letni 1931), Warszawie (Teatr Narodowy 1932, 1933, Teatr Artystów 1933, Teatr Nowy Momus 1933,  Teatr Letni 1933, Teatr Nowa Komedia 1934, Teatr Malickiej 1937, Teatr Kameralny 1938) oraz w Poznaniu (Teatr Nowy 1936–1937).
Podczas II wojny światowej pracowała wraz z mężem w barze „Pod Znachorem” w Warszawie (ul. Boduena 4). Po upadku powstania warszawskiego udała się do Zakopanego, gdzie na początku 1945 roku grała w tamtejszym Teatrze Artystów. Następnie występowała - jako Pelagia Ziembińska - w Katowicach (Teatr Miejski, 1945), Sosnowcu (Teatr Miejski, 1945–1946), Krakowie (Miejskie Teatry Dramatyczne, 1946–1949), Łodzi (Teatr Powszechny, 1949–1950) oraz Kaliszu (Teatr Miejski, 1950–1951). Od 1951 roku aż do przejścia na emeryturę w 1962 roku była członkinią zespołu Teatrów Dramatycznych w Poznaniu; również później występowała dorywczo na scenach poznańskich.
Od 26 czerwca 1920 roku była żoną Włodzisława Ziembińskiego, z którym miała syna Janusza Ziembińskiego - historyka sztuki i muzeologa.
Zmarła w Poznaniu, spoczywa wraz mężem i synem na poznańskim cmentarzu Junikowo (pole 12-C-1).

## Filmografia
- Skłamałam (1937) – hrabina Antonina Wirmicka, właścicielka "salonu"
- Ostatnia brygada (1938) – Zuzanna
- Profesor Wilczur (1938) – Nina, żona doktora Dobranieckiego
- Strachy (1938) – kobieta wynajmująca pokój Teresie
- Decyzja (1960) – Górska, żona dyrektora
- Rzeczywistość (1960) – matka Marysi

## Teatr TV
- Szalona Julka (1968) - Pani Chomińska

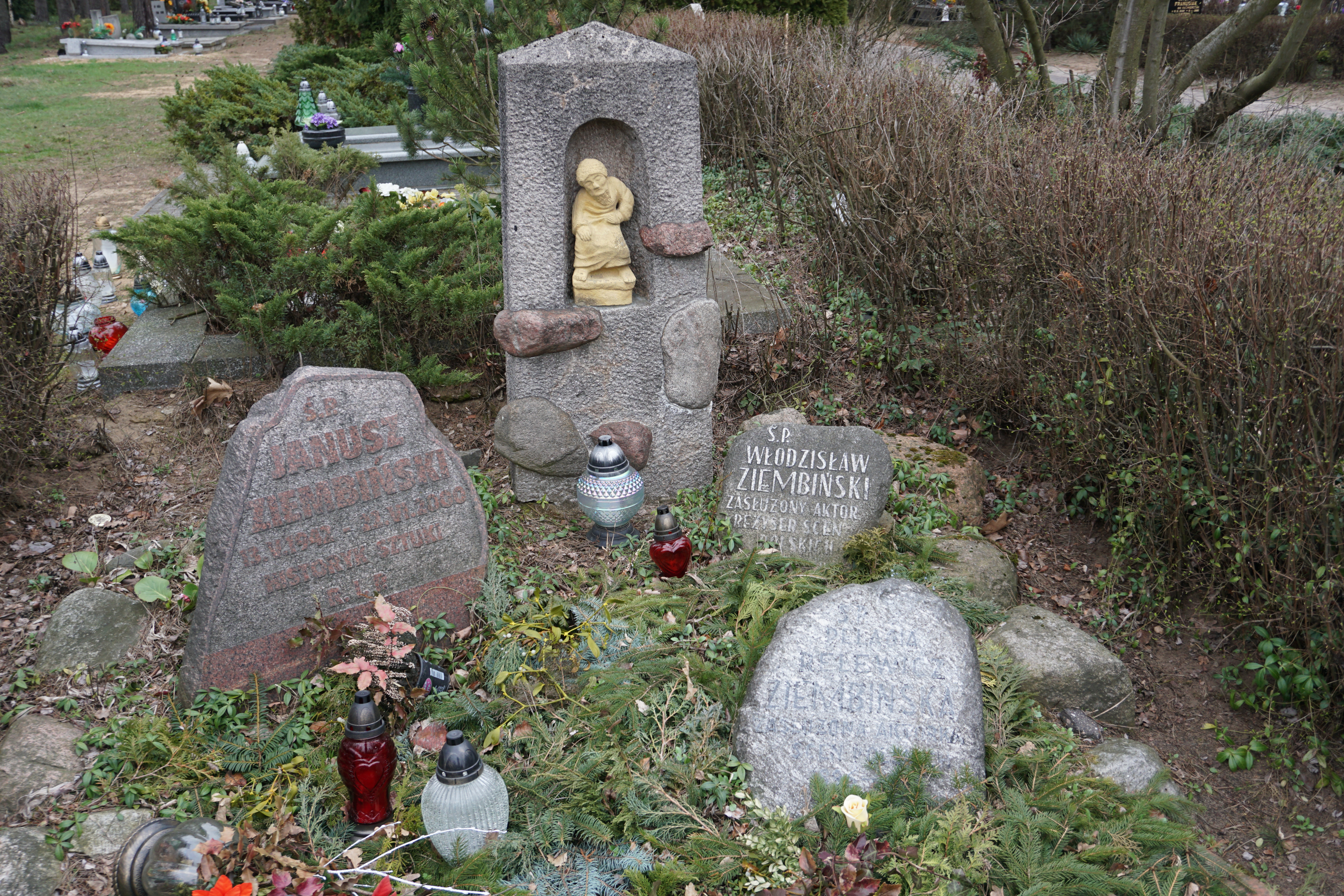
Grób Włodzisława, Pelagii i Janusza Ziembińskich na cmentarzu Junikowo w Poznaniu